# دينيس كيف
دينيس كيف (بالإنجليزية: Denis Keefe)‏ هو دبلوماسي بريطاني، ولد في 29 يونيو 1958.